# Los Tojos
Los Tojos tỉnh và cộng đồng tự trị Cantabria, phía bắc Tây Ban Nha. Đô thị Los Tojos có diện tích là 89,5 ki-lô-mét vuông, dân số năm 2009 là 449 người với mật độ 5,02 người/km². Đô thị này có cự ly km so với Santander.